# 聖ステファノの殉教 (カヴァッリーノ)
『聖ステファノの殉教』（せいステファノのじゅんきょう、西: El martirio de San Esteban、英: The Martyrdom of St. Stephen）は、イタリアのバロック期のナポリ派の画家ベルナルド・カヴァッリーノが1645年ごろ、キャンバス上に油彩で制作した絵画である。『使徒行伝』 (7章54-60節) に記述される聖ステファノの殉教を主題としている。作品はスペインの美術史家ハビエル・デ・サラス (Xavier de Salas) により1954年にイギリスのオークションで購入されたが、それ以前の来歴はわかっていない。1989年にプラド美術館友の会によりマドリードのプラド美術館に寄贈されて以来、同美術館に所蔵されている。

## 作品

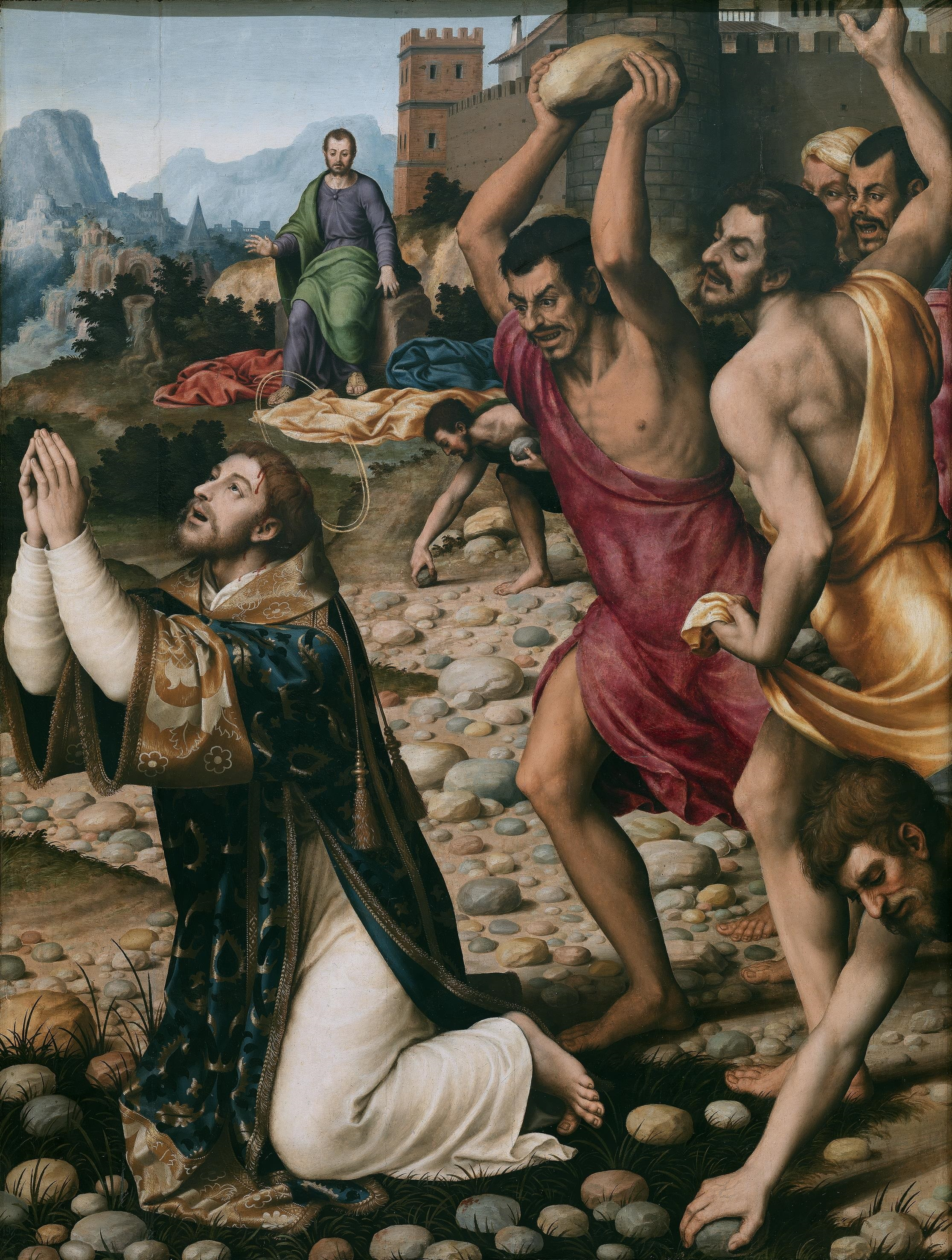
フアン・デ・フアネス『聖ステファノの殉教』 (1562年ごろ)、プラド美術館、マドリード

聖ステファノは使徒たちと協力するよう彼らに選ばれた7人の助祭のうちの1人で、ギリシャ人、もしくはギリシャ語を話すユダヤ人にイエス・キリストの名を広めた。彼はギリシャ人、もしくはギリシャ人の子孫ではないかと想定されているが、故郷、生年は知られておらず、常に青年の姿で描かれる根拠も定かでなはい。
聖ステファノはキリストと同じ年かその少し後、ティベリウスがローマ皇帝であったころに殉教したと信じられている。彼はエルサレムの最高法院でイエスの栄光を説き、イエスを殺害した人々を糾弾した。それを聞いたユダヤの人々は憤慨し、彼らの慣習にしたがってステファノを町の城門で石打ちの刑に処した。その間、彼の顔は輝きに満ち、彼は神に「主よ、この罪を彼らに負わせないでください」 (使徒行伝 7:54-60) と処刑者たちを許すよう懇願した。聖ラウレンティウスとともに、聖ステファノは聖なる助祭殉教者のグループに属しており、その生涯の諸場面は中世以来の美術に頻繁に取り上げられてきた。中でも石打ちの殉教の場面は、鑑賞者に自身の信仰心の強さを量らしめる試金石として、教会にとみに好まれた主題である。
画面では、明るい赤色の助祭服に身を包んだ聖ステファノが孤独な殉教をしている。彼は胸の上に手を合わせ、強い光に照らされた顔を天の方に上げて壁の前に跪いている。周囲の地面には、処刑者たちが両側から投げた石が散らばっている。キリスト教の最初の殉教者の石打ちの刑を表すこの場面は聖なる、情感豊かで清澄なスナップショットであり、カヴァッリーノの最も美しい作品のうちに数えられる。カヴァッリーノは、カラヴァッジョとホセ・デ・リベーラによって育まれたナポリのリアリズム絵画にルーベンスとヴァン・ダイクの彩色を程よく加味して、優雅で洗練された作風を確立した画家であるが、本作にはカヴァッリーノのそうした特徴が見事に反映している。作品は1954年にロンドンの美術市場に現れた際、汚れて大幅に加筆された状態であった。しかし、その後に修復されると本来の輝きを取り戻し、その洗練された美しさがはっきりと認められるようになった。カヴァッリーノの個性的な様式が最も成熟し、優れた均衡と熟練した技術を特徴とする1640年代後半の作品であろう。